# Taufbecken (Lavilletertre)

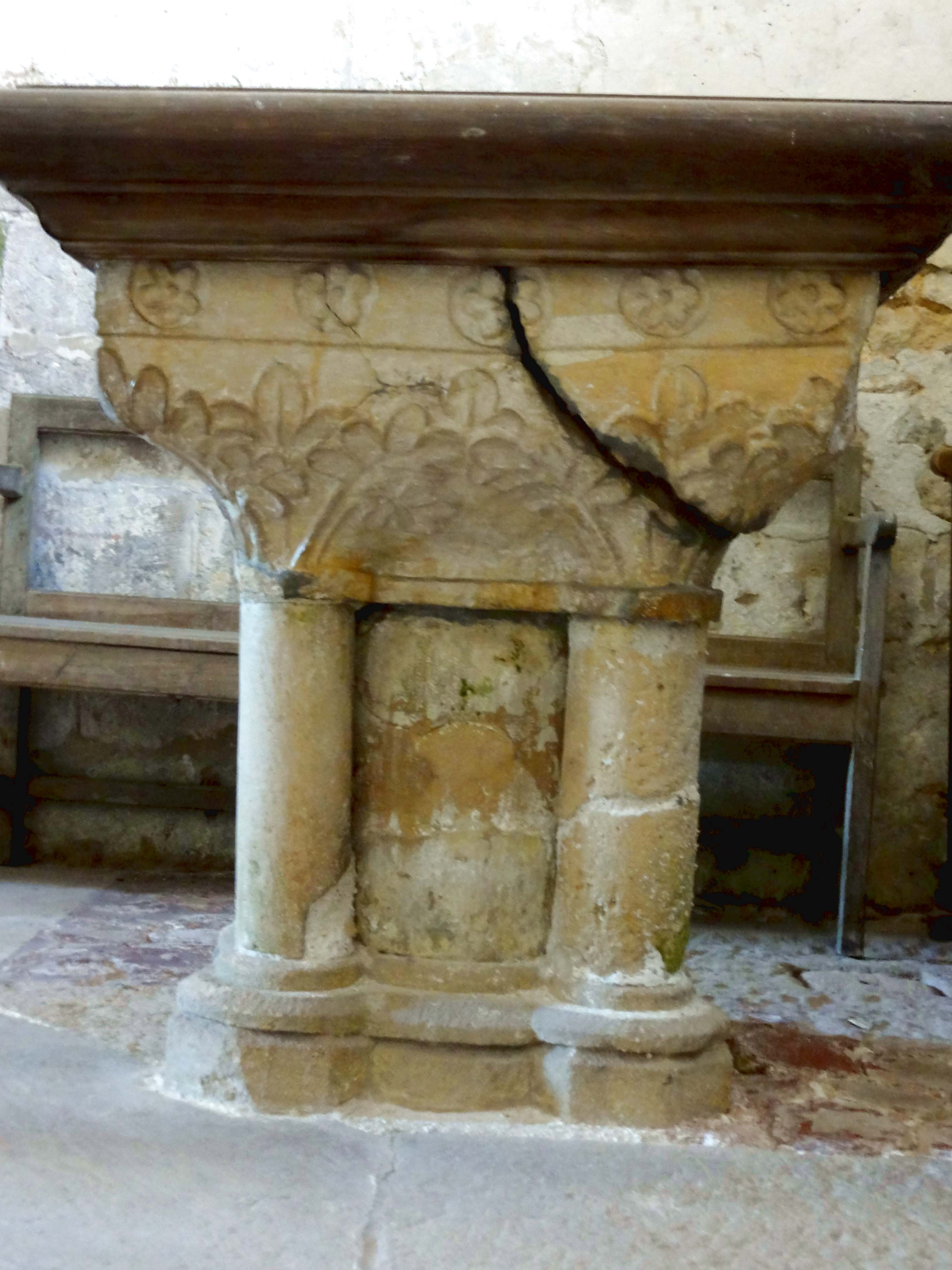
Taufbecken in Lavilletertre

Das Taufbecken in der katholischen Pfarrkirche Notre-Dame-de-la-Nativité in Lavilletertre, einer französischen Gemeinde im Département Oise in der Region Hauts-de-France, wurde in der ersten Hälfte des 13. Jahrhunderts geschaffen. Im Jahr 1962 wurde das gotische Taufbecken als Monument historique in die Liste der geschützten Objekte (Base Palissy) in Frankreich aufgenommen.
Das 95 cm hohe Taufbecken aus Stein steht auf einem Sockel mit vier Ecksäulen und einem Mittelschaft. Das im Inneren zweigeteilte Becken ist außen reich mit Reliefs in Form von Pflanzenmotiven wie z. B. Eichenblätter geschmückt.